# Constitución (Tabasco)
Constitución es una localidad del municipio de Centro ubicado en la subregión centro del estado mexicano de Tabasco.

## Geografía
La localidad de Constitución se sitúa en las coordenadas geográficas 18°04′22″N 92°52′19″O / 18.072778, -92.871944, a una elevación de 7 metros sobre el nivel del mar.

## Demografía
Según el Conteo de Población y Vivienda 2020, efectuado por el Instituto Nacional de Estadística y Geografía, la localidad de Constitución tiene 2,740 habitantes, de los cuales 1,328 son del sexo masculino y 1,412 del sexo femenino. Su tasa de fecundidad es de 1.99 hijos por mujer y tiene 793 viviendas particulares habitadas.
| Gráfica de evolución demográfica de Constitución entre 1990 y 2020 |
|                                                                    |
| INEGI.                                                             |